# Demi (album)
Demi is het vierde studioalbum van Demi Lovato. Het werd uitgebracht op 14 mei 2013 door het platenlabel Hollywood Records. De eerste single van het album is 'Heart Attack', daarna kwamen 'Made in the USA', 'Neon Lights' en 'Really Don't Care' erbij.

## Tracklist
1. "Heart Attack" — 3:30
2. "Made in the USA" — 3:16
3. "Without the Love" — 3:55
4. "Neon Lights" — 3:53
5. "Two Pieces" — 4:25
6. "Nightingale" — 3:36
7. "In Case" — 3:34
8. "Really Don't Care" (met Cher Lloyd) — 3:21
9. "Fire Starter" — 3:24
10. "Something That We're Not" — 3:17
11. "Never Been Hurt" — 3:56
12. "Shouldn't Come Back" — 3:49
13. "Warrior" — 3:51